# Ruinerne af Kilwa Kisiwani og Songo Mnara
Ruinerne af Kilwa Kisiwani og Songo Mnara i Tanzania blev i 1981 optaget på UNESCO's verdensarvsliste, og fra 2004 til 2014 var de også på UNESCOs liste over truet verdensarv.
Kilwa Kisiwani og Songo Mnara var to store havnebyer beliggende på øer et par kilometer fra Østafrikas kyst. Mellem 1200-tallet og 1500-tallet var de vigtige handelspladser for guld, sølv, slaver, elfenben, perler, parfume, kinesisk porcelæn m.m.
Den nordlige ø blev i 800-tallet købt af en arabisk købmand, som grundlagde Kilwa Kisiwani, Kilwa på øen, som senere blev en af de vigtigste handelspladser ved det Indiske ocean. Rigdommen medførte at man kunne bygge imponerende bygninger af sten og koral, som store moskeer og paladser. Blandt andet Vasco da Gama blev imponeret.
1505 blev byen erobret af portugiserne som byggede et fort og et fængsel, kaldet Gereza.
Songo Mnara, som også har storslåede ruiner af paladser og moskeer, ligger på en ø lige syd for Kilwa Kisiwani.

## Eksterne links
- UNESCO World Heritage Centre – Kilwa Kisiwanis og Songo Mnaras ruiner (engelsk)
- Minnesota State University – Kilwa Kisiwani Arkiveret 12. november 2007 hos  Wayback Machine (engelsk)
- Kilwabilleder Arkiveret 30. august 2005 hos  Wayback Machine (engelsk)

8°57′28″S 39°31′22″Ø / 8.9578°S 39.5228°Ø